# Obišovce
Obišovce est un village de Slovaquie situé dans la région de Košice.

## Histoire
Première mention écrite du village en 1289.

## Démographie

### Évolution de la population
| Année:               | 1994. | 2004.   | 2014.    | 2024.   |
| -------------------- | ----- | ------- | -------- | ------- |
| Nombre de personnes: | 384   | 385     | 445      | 482     |
| Différence:          |       | +0,26 % | +15,58 % | +8,31 % |

| Année:               | 2023. | 2024.   |
| -------------------- | ----- | ------- |
| Nombre de personnes: | 483   | 482     |
| Différence:          |       | -0,20 % |